# Bo Karlsson (fotbollsdomare)
Bo Jonas Hilding Karlsson, född 12 oktober 1949, är en svensk före detta fotbollsdomare från Målilla. Han dömde också 1991 års final i Cupvinnarcupen mellan Manchester United och FC Barcelona. Han är också känd för att ha dömt matchen Argentina-Nigeria i Fotbolls-VM 1994, då han av misstag gav ett gult kort till fel nigeriansk spelare.
2010 deltog Bo Karlsson i den svenska dokumentären Rättskiparen om elitfotbollsdomaren Martin Hansson.